# Reginald Fleming Johnston
Reginald Fleming Johnston, KCMG, CBE nasceu em Edimburgo, filho de uma abastada família. Após formar-se pela Universidade de Edimburgo, cursou Oxford. Mudou-se para o então Império Chinês em 1898, onde estabeleceu-se em Hong Kong, prestando serviços ao Império Britânico. Em 1906, Johnston foi transferido para o território de Weihaiwei, no extremo leste da China, onde trabalhou com Sir James Haldane Stewart Lockhart, comissionado do almirantado inglês em território chinês.

## Cidade Proibida
Em 1919, Johnston foi nomeado tutor para o Imperador da China, Aisin-Gioro Puyi, com então apenas 13 anos de idade. Puyi já não era mais o monarca, uma vez que a República da China havia nascido da revolução de 1912, porém – de acordo com convenções do novo governo, mantinha seus títulos e direitos reais dentro da Cidade Proibida. Juntamente com a americana Isabel Ingram, Johnston foi um dos dois únicos estrangeiros cuja entrada na corte da Dinastia Qing foi permitida. Reginald Fleming Johnston foi responsável por apresentar os costumes e a cultura do Ocidente ao imperador chinês, bem como educá-lo aos moldes dos elevados padrões de conhecimento que um monarca deveria possuir.
Quando a Cidade Proibida foi tomada pelo governo revolucionário em 1924, o imperador e sua corte foram expulsos junto com Reginald Johnston. Enquanto Puyi encontrou abrigo na Embaixada Japonesa – cujos interesses em dominar a região eram fortes e o interesse numa figura de presença liderou os incentivos ao abrigo diplomático; Johnston passou a servir aos interesses do governo inglês na região, trabalhando em diversos órgãos britânicos.

## Retorno à Inglaterra
Reginald Johnston deixou a China em 1931, através da cidade portuária de Tientsin, onde viu pela última vez o Imperador Puyi. Ao retornar para a Inglaterra, Johnston recebeu o título de Sir ao ser condecorado com o KCBE(Knight Commander of Order of the British Empire) e tornou-se professor na Universidade de Londres, ensinando chinês e dando aulas sobre a cultura e costumes daquele país. Johnston fundou uma biblioteca com sua coleção particular de livros adquiridos nos anos em que viveu na Ásia. Com mais de 16.000 títulos, é uma das mais completas e ricas coleções sobre o Oriente.
Johnston nunca se casou, mas manteve romances com algumas escritoras inglesas. Ao fim de sua vida, publicou seu mais famoso trabalho, “Twilight in the Forbidden City”(Crepúsculo na Cidade Proibida), relatando suas experiências em Pequim e principalmente enquanto tutor do imperador chinês. Seu livro, amplamente divulgado no Ocidente, rendeu a adaptação para o filme de Bernardo Bertolucci, “O Último Imperador”, em 1987, ganhador de diversos prêmios Oscar. Seu personagem foi vivido pelo ator irlandês, Peter O’Toole.
Aposentou-se em 1937, mudando-se para uma pequena ilhota comprada na Escócia, onde providenciou um jardim chinês e ergueu um mastro para a bandeira de Manchukuo – o estado criado pelos japoneses na Manchúria, onde Puyi foi coroado imperador do território, sob domínio nipônico.
Morreu em 06 de março de 1938.